# Piargi pod Zagonem

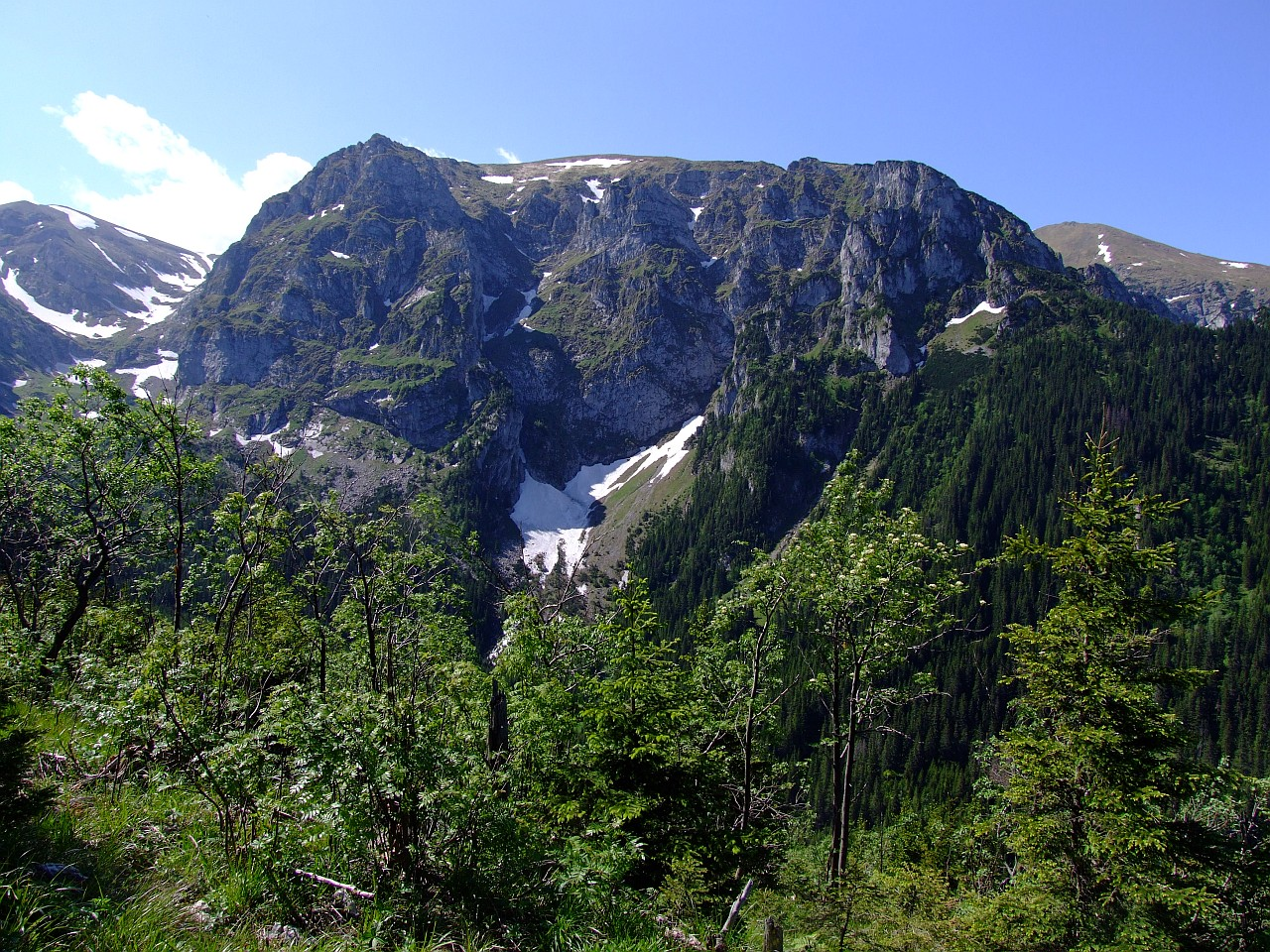
Widok z wschodniej strony. Na Piargach pod Zagonem duży płat śniegu

Piargi pod Zagonem – wielki stożek piargowy w Dolinie Małej Łąki w polskich Tatrach Zachodnich. Ma półokrągły kształt, średnicę około 200 m i wysokość również ok. 200 m. Znajduje się u podnóży Wielkiej Turni, Pośredniej Małołąckiej Turni i Zagonnej Turni. Spomiędzy tych turni opadają do Piargów nad Zagonem dwie wybitne wklęsłe formy ukształtowania terenu:
- północna depresja oddzielająca Wielką Turnię od Pośredniej Małołąckiej Turni,
- wielki zachód zwany Zagonem oddzielający Pośrednią i Skrajną Małołącką Turnię od Zagonnej Turni.

Z obydwu tych wklęsłości zimą zjeżdżają ogromne lawiny, które nie dopuszczają do zarośnięcia piargów lasem. Jedynie w dolnej części piargów istnieje szczątkowy młodnik. Piargi pod Zagonem to jeden z najbardziej wysokogórskich krajobrazów w polskich Tatrach Zachodnich. Wychodzi stąd wiele dróg wspinaczkowych, obecnie jednak jest to rejon zamknięty dla taterników i turystów.
Na mapie wojskowej z 1988 niespodziewanie zamiast Piargów pod Zagonem pojawiła się nazwa Piargi Matki Boskiej. Pochodzi stąd, że nad piargami, w podnóżach Pośredniej Małołąckiej Turni (kilkadziesiąt metrów po prawej stronie Komina Flacha) jest wmontowana w skalną niszę figurka Matki Boskiej. Władysław Cywiński jednak uważa, że tradycyjna nazwa Piargi pod Zagonem bardziej jednoznacznie określa miejsce, a ponadto „turnie i żleby mają jednak większą trwałość niż najświętsze nawet dzieła rąk ludzkich”. Atlas satelitarny Tatr i Podtatrza podaje nazwę Piargi pod Matką Boską.